# Veiðileysufjörður
Der Veiðileysufjörður (dt. Fjord ohne Fischfang) ist ein Fjord in den Westfjorden im Nordwesten Islands.
Der Fjord ist der längste der Jökulfirðir, einer Gruppe von fünf Fjorden am Nordufer des Ísafjarðardjúp. Er reicht 9 km weit in das Land und ist 3 km breit. Im ganzen Gebiet gibt es keine Straßen. Die wenigen Höfe an seinen Ufern sind heute verlassen.